# 서울개현초등학교
서울개현초등학교는 대한민국 서울특별시 강남구에 있는 공립 초등학교이다.

## 학교 연혁
- 2024년 3월 1일 : 개교